# Karl Heinrich Koch

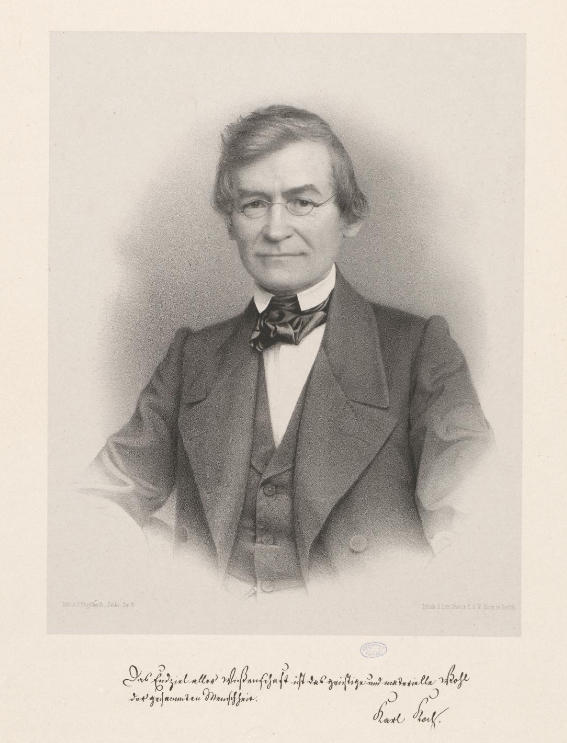
Karl Heinrich Koch, undatierte Lithografie von Georg Engelbach (1817–1894)

Karl Heinrich Emil Koch (* 6. Juni 1809 auf dem Ettersberg in Ettersburg bei Weimar; † 25. Mai 1879 in Berlin) war ein deutscher Botaniker und gilt als einer der Begründer der Dendrologie. Sein offizielles botanisches Autorenkürzel lautet „K.Koch“; früher war auch das Kürzel „C. Koch“ in Gebrauch.

## Leben und Wirken
Koch besuchte das Gymnasium in Weimar und studierte von 1829 bis 1831 in Jena Medizin, anschließend bis 1833 in Würzburg Botanik. Nachdem er 1833 Dr. med. und 1834 Dr. phil. geworden war, nahm er in Jena eine Tätigkeit als Privatdozent für Botanik auf und wurde 1836 zum außerordentlichen Professor ernannt.
Von 1836 bis 1838 unternahm er Forschungsreisen in den Kaukasus. Auch 1843 brach er zusammen mit dem Sprachforscher Georg Rosen jun. zu einer Reise in den Kaukasus auf, von der er 1844 nach Jena zurückkehrte.
1847 zog Koch mit seiner Familie nach Berlin, in voller Hoffnung auf eine botanische Laufbahn, aber zunächst nur mit einer für zwei Jahre vom preußischen König zugesagten Unterstützung. Er arbeitete an der Veröffentlichung seiner Reiseergebnisse und schrieb Bücher und Aufsätze in großer Zahl. Ab Beginn des Jahres 1849 stand er mit einer vielköpfigen Familie aber ohne Einkommen da. Seine Bewerbungen auf mehrere in der Folgezeit freiwerdende Professuren wurden abschlägig beschieden. 1850 habilitierte er sich in Berlin.
Es folgte für ihn eine finanziell harte Zeit, in der Koch über kein geregeltes Einkommen verfügte. Erst ab 1855 besserte sich seine Situation. Hermann Steudner wurde von ihm wie ein Sohn aufgenommen. Sie blieben bis zu Steudners Tod enge Freunde.
Koch wurde 1852 zum Generalsekretär des Vereins zur Beförderung des Gartenbaues gewählt. Er beriet Fürst Hermann von Pückler-Muskau bei seinem Vorhaben, in Branitz aus dem Nichts einen zweiten Landschaftspark zu schaffen. Ebenfalls im Jahr 1852 wurde er zum Mitglied der Leopoldina gewählt.
Ab 1853 war er am Botanischen Garten Berlin angestellt, allerdings nicht wie von ihm erhofft als Adjunkt, sondern als „Gehilfe des Direktors“. Mehrere Jahre war seine Aufgabe die taxonomische Revision der Pflanzenbestände. Ab 1853 veröffentlichte er seine Ergebnisse im jährlich erscheinenden Index Seminum des Berliner Botanischen Gartens.
Seit Anfang der 1860er Jahre las Koch „im Auftrage des Ministers der landwirthschaftlichen Angelegenheiten“ an der von Carl Schulz-Fleeth eingerichteten „landwirthschaftlichen Lehranstalt“ in Berlin über „landwirthschaftliche Botanik“.
Trotz Bedenken der philosophischen Fakultät der Berliner Universität wurde Koch auf Antrag des Kultusministers Heinrich von Mühler Mitte März 1864 vom König „zum außerordentlichen Professor in der philosophischen Facultät zu Berlin ernannt“. In dieser Eigenschaft erhielt er ab Juli 1866 allerdings nur ein Gehalt von 300 Talern jährlich, weil nach Ansicht des Kultusministers Kochs „Thätigkeit vorherrschend die Richtung auf das Practische genommen und auf diesem Gebiete löbliche Erfolge erzielt (hat); für die Universität kann aber seine Wirksamkeit nicht hoch angeschlagen werden und sein Einfluß beschränkt sich wesentlich auf die Zöglinge des landwirthschaftlichen Lehr-Instituts.“
Zu seinen Schwerpunkten innerhalb der Botanik zählten die Dendrologie und die Pomologie. Er war aber auch fächerübergreifend in den Gebieten Völkerkunde, Anthropologie, Archäologie, Kartographie, Geologie, Gartenbau und Sortenkunde tätig.
Karl Heinrich Koch starb 1879, zwei Wochen vor seinem 70. Geburtstag, in Berlin und wurde auf dem Alten St.-Matthäus-Kirchhof in Schöneberg beigesetzt. Das Grab ist nicht erhalten geblieben.

## Schriften
- Das natürliche System des Pflanzenreichs nachgewiesen in der Flora von Jena. Erste und zweite Abtheilung. Carl Hochhausen, Jena 1839, (Digitalisat).
- mit Ernst Erhard Schmid: Die Fährten-Abdrücke im bunten Sandsteine bei Jena. Carl Hochhausen, Jena 1841, (Digitalisat).
- Wanderungen im Oriente, während der Jahre 1843 und 1844. I: Reise längs der Donau nach Konstantinopel und nach Trebisond. Landes-Industrie-Comptoirs, Weimar 1846, (Digitalisat).
- Wanderungen im Oriente, während der Jahre 1843 und 1844. II: Reise im pontischen Gebirge und türkischen Armenien. Landes-Industrie-Comptoirs, Weimar 1846, (Digitalisat).
- Wanderungen im Oriente, während der Jahre 1843 und 1844. III: Reise in Grusien, am kaspischen Meere und im Kaukasus. Landes-Industrie-Comptoirs, Weimar 1847, (Digitalisat).
- Die Krim und Odessa. Reiseerinnerungen.  Neue Ausgabe, Leipzig 1867 (Google Books).
- Hortus dendrologicus. Verzeichniss der Bäume, Sträucher und Halbsträucher, die in Europa, Nord- u. Mittelasien, im Himalaya und in Nordamerika wild wachsen und möglicher Weise in Mitteleuropa im Freien ausdauern; nach dem natürlichen Systeme und mit Angabe aller Synonyme, so wie des Vaterlandes, aufgezählt und mit einem alphabetischen Register versehen. Schneider, Berlin 1853, (Digitalisat).
- Die botanischen Gärten. Ein Wort zur Zeit. Riegel, Berlin 1860, (Digitalisat).
- Vorlesungen über Dendrologie. Gehalten zu Berlin im Winterhalbjahr 1874/75. In drei Theilen. 1) Geschichte der Gärten. 2) Bau und Leben des Baumes, sowie sein Verhältniss zu Menschen und Klima. 3) Die Nadelhölzer oder Koniferen. Ferdinand Enke, Stuttgart 1875, (Digitalisat).
- Die deutschen Obstgehölze. Vorlesungen gehalten zu Berlin im Winterhalbjahr 1875/76. In zwei Theilen. 1) Geschichte und Naturgeschichte der deutschen Obstgehölze. 2) Auswahl der zum allgemeinen Anbau empfohlenen Obstsorten. Ferdinand Enke, Stuttgart 1876, (Digitalisat).